# Anywhere but Here (Mayday Parade)
| Recensione | Giudizio |
| ---------- | -------- |
| AllMusic   | [ 1 ]    |

Anywhere but Here è il secondo album del gruppo musicale statunitense Mayday Parade, pubblicato il 6 ottobre 2009. L'album è stato anticipato dal primo singolo The Silence, a cui è seguito Kids in Love, pubblicato nell'aprile 2010.
L'album è il primo della band realizzato senza il membro fondatore Jason Lancaster.

## Tracce
1. Kids in Love – 3:36
2. Anywhere but Here – 3:09
3. The Silence – 3:35
4. Still Breathing – 3:52
5. Bruised and Scarred – 3:23
6. If You Can't Live Without Me, Why Aren't You Dead Yet? – 3:38
7. Save Your Heart – 3:42
8. Get Up – 3:03
9. Center of Attention – 3:01
10. I Swear This Time I Mean It – 4:01
11. The End – 3:37

Tracce bonus nella versione iTunes
1. So Far Away – 4:38
2. The Memory – 4:10
3. The Silence (music video) – 3:34
4. Anywhere but Here (music video) – 3:13

## Formazione
- Derek Sanders – voce, tastiera, chitarra acustica
- Alex Garcia – chitarra solista
- Brooks Betts – chitarra ritmica
- Jeremy Lenzo – basso, voce secondaria
- Jake Bundrick – batteria, voce secondaria

## Classifiche
| Classifiche (2009)        | Posizione massima |
| ------------------------- | ----------------- |
| Stati Uniti               | 31                |
| Stati Uniti (alternative) | 8                 |
| Stati Uniti (rock)        | 12                |